# Dombegyház
Dombegyház es un pueblo ubicado en el distrito de Mezőkovácsháza, condado de Békés, Hungría.

## Superficie
Posee una superficie de 57,94 kilómetros cuadrados.

## Demografía
Hasta 2022 la población era de 1617 habitantes, con una densidad de población de 27,91 habitantes por kilómetro cuadrado.